# Please Say Something
Please Say Something (deutsch Bitte sage etwas) ist ein deutscher computeranimierter Kurzfilm von David O’Reilly aus dem Jahr 2009. In Deutschland feierte der Film am 6. Februar 2009 bei den Internationalen Filmfestspielen in Berlin Premiere.

## Handlung
In 23 Episoden à 25 Sekunden wird die komplizierte Liebesbeziehung eines Paares erzählt – bestehend aus einer Katze und einer Maus.

## Kritiken
„Ein klassisches Szenario bildet den Ausgangspunkt für überbordende filmische Explorationen: ‚Please Say Something‘ wirft einen modernen Blick auf ein altes Problem – wie kann das gehen mit der Liebe und der Kreativität. Die Frage zündet ein hintergründiges, beziehungsreiches, eigenwilliges Bilderfeuerwerk. Mittendrin: Katze und Maus. Forever.“

## Auszeichnungen
Internationale Filmfestspiele Berlin 2009
- Goldener Bär (Berlinale Shorts)[2]

Internationale Kurzfilmtage Oberhausen 2009
- Preis für den besten Beitrag des Deutschen Wettbewerbs (ex aequo)

Internationale Kurzfilmtage Winterthur 2009
- Hauptpreis der Jury[3]